# بایه (نقاش)
بایه یا بایه محی‌الدین; ۱۲ دسامبر ۱۹۳۱ – ۹ نوامبر ۱۹۹۸) با نام فاطمه حداد در هنگام تولد، نقاش اهل الجزایر بود. با وجود این که خود او آثارش را سبک تقسیم بندی نمی کرد. منتقدان آثار او را در زمرۀ نقاشی فراواقعگرا، نائیف و مدرن قرار داده اند. او کاملاً خود آموز هنر را آموخته بود.